# Novembre 2009 en sport
Pour un article plus général, voir 2009 en sport.

## Principaux rendez-vous
- 1er novembre : Grand Prix automobile d'Abou Dabi (dernière journée du championnat du monde 2009).
- 7 au 8 novembre : finale de la Fed Cup 2009.
- 7 au 15 novembre : Masters de Paris-Bercy 2009.
- 8 novembre : Grand Prix moto de la Communauté valencienne 2009.
- 11 au 14 novembre : 26e Championnats du monde de trampoline à Saint-Pétersbourg en Russie.
- 12 au 15 novembre : Championnats du monde de karaté juniors et cadets 2009.
- 15 novembre : finale de la Coupe du monde de football des moins de 17 ans 2009.
- 16 au 22 novembre : Coupe du monde de beach soccer 2009.
- 17 au 29 novembre : Championnats du monde d'haltérophilie 2009.
- 21 novembre :
  - Première manche de la Coupe du monde de ski de fond 2009-2010.
  - Matchs de barrage pour la coupe du monde de football 2010.
- 21 et 22 novembre : 6e et dernière manche de la Coupe du monde de natation 2009.
- 22 au 29 novembre : Masters de tennis masculin 2009.
- 26 novembre : première manche de la Coupe du monde de saut à ski 2009-2010.
- 28 novembre :
  - Première manche de la Coupe du monde de combiné nordique 2009-2010.
  - 45e édition de la Coupe Vanier, championnat de football universitaire canadien, à Québec.
- 28 novembre au 13 décembre : Championnat du monde féminin de handball 2009.
- 29 novembre : 97e édition de la Coupe Grey, championnat du football canadien à Calgary.